# Golden Gate University

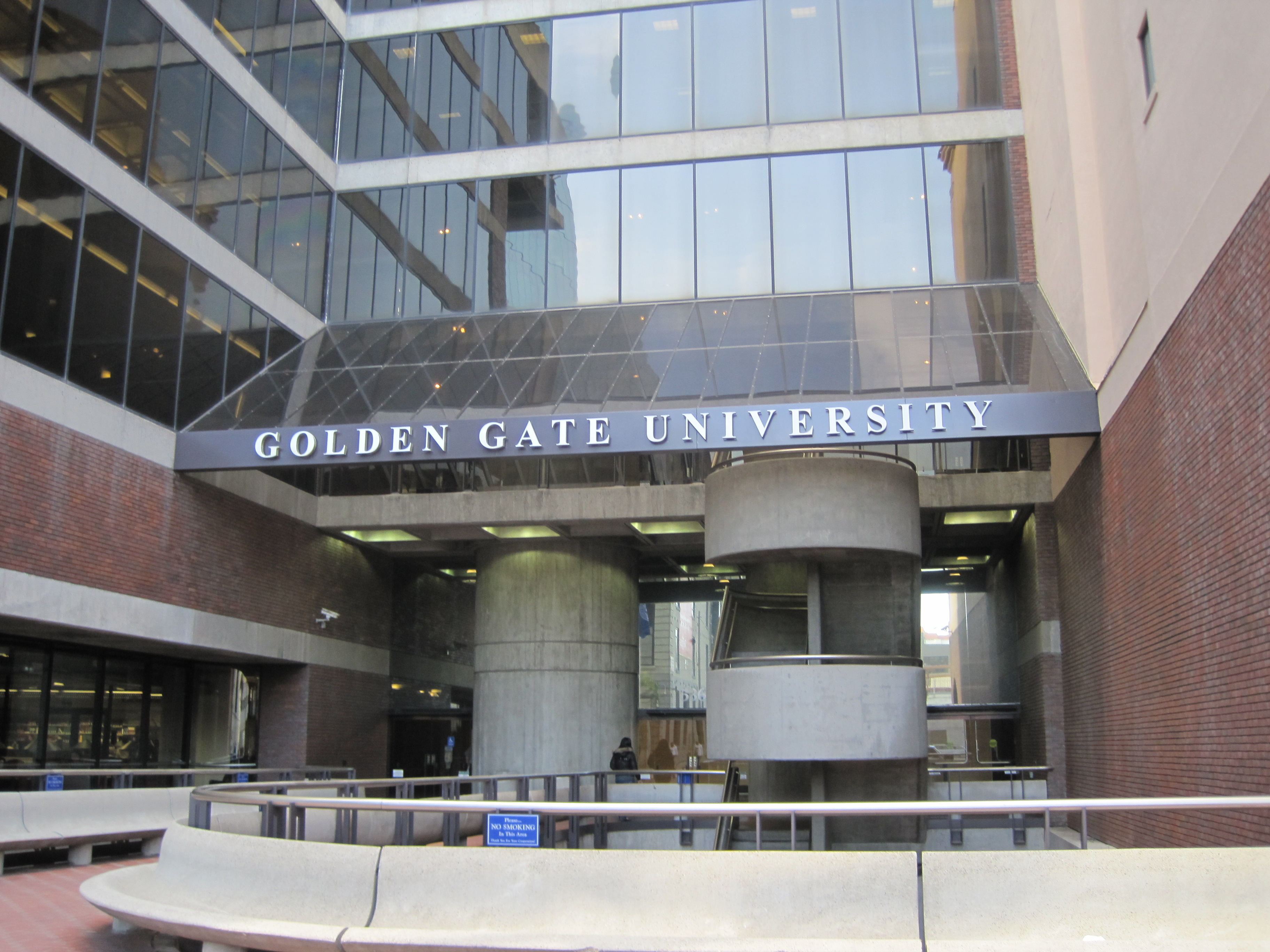
GGU Campus auf der Mission Street in San Franciso

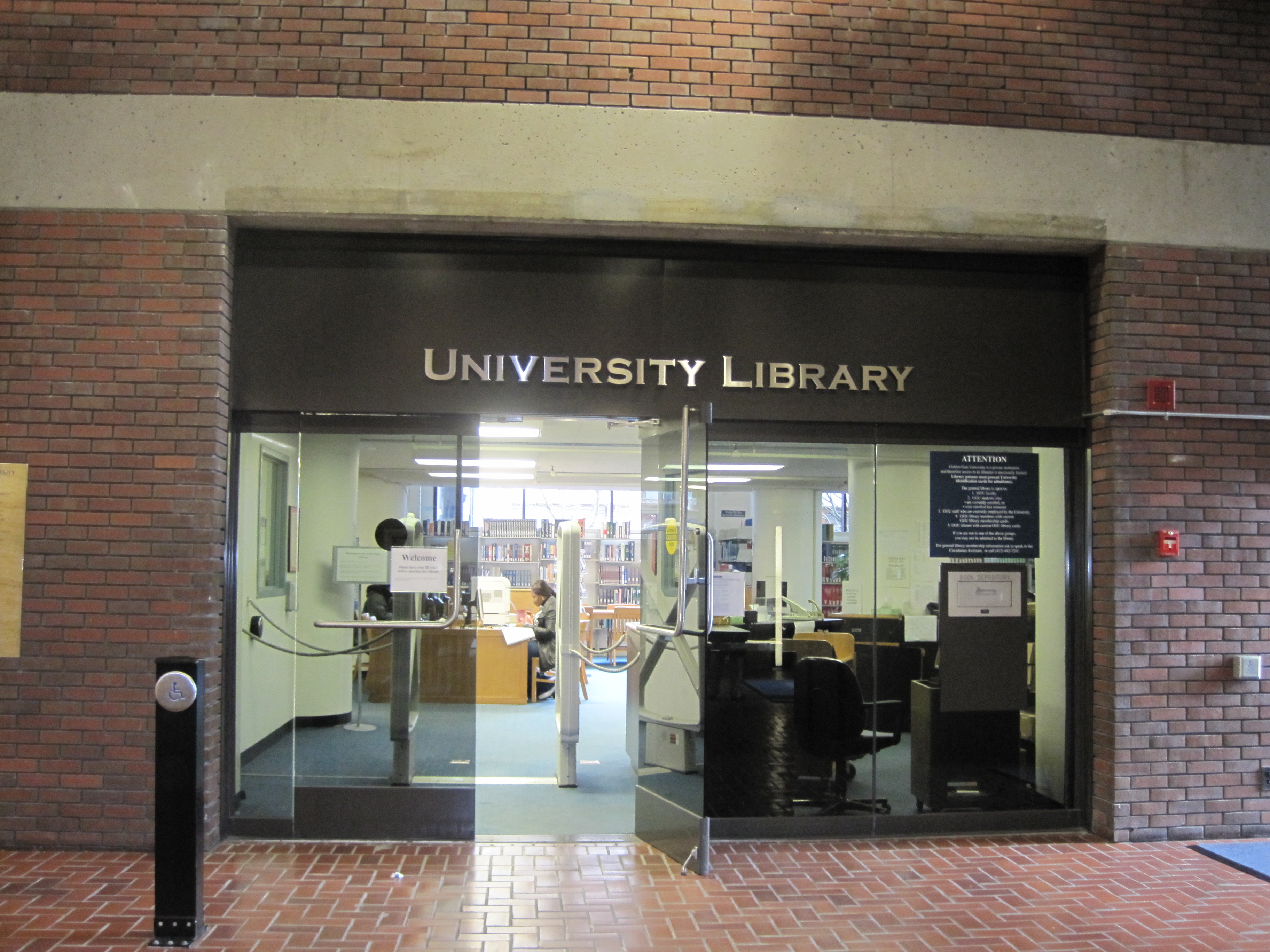
Bibliothek der GGU in San Francisco

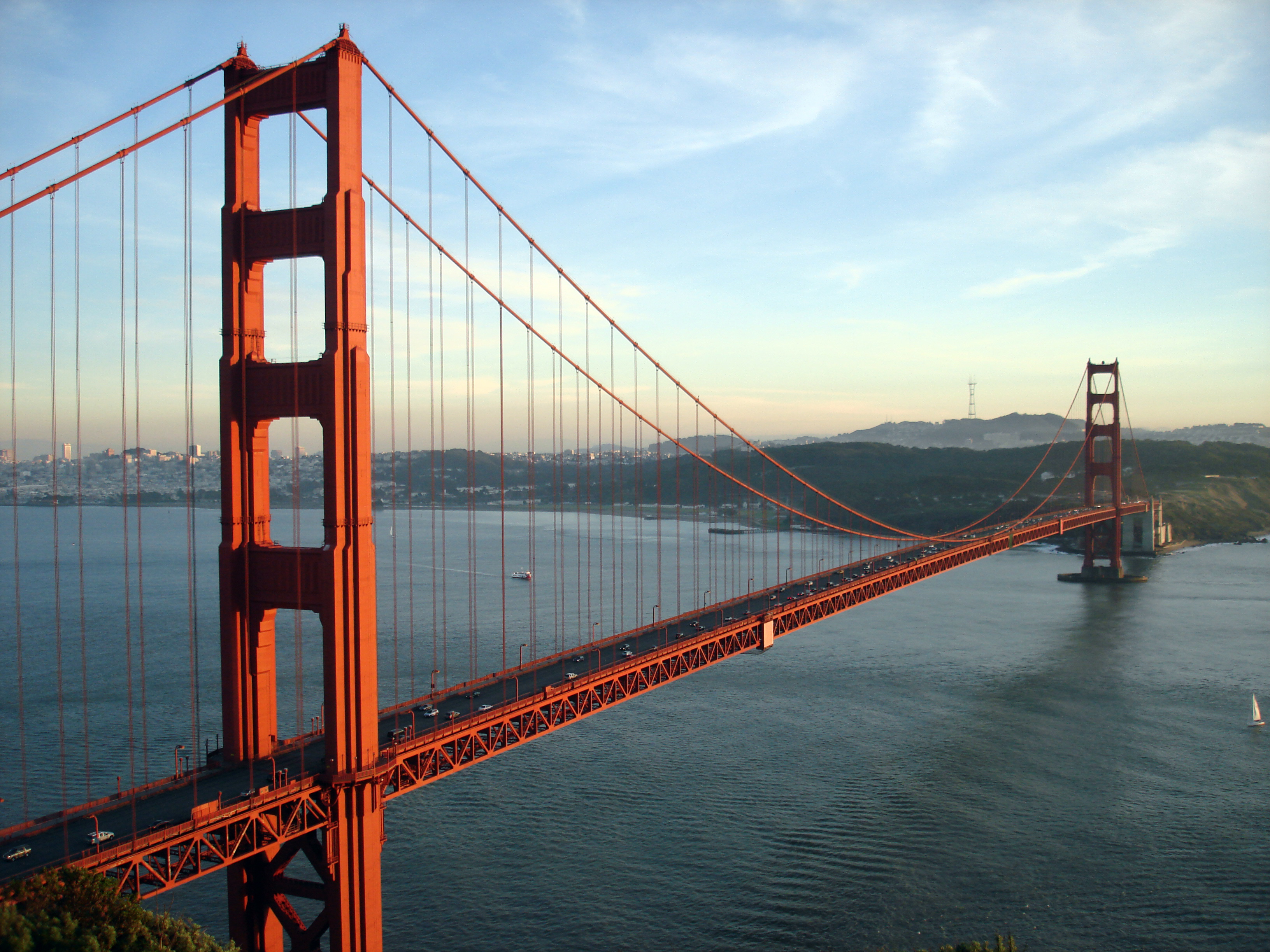
Namensursprung der Universität: Die Golden Gate Bridge

Die Golden Gate University (GGU) ist eine renommierte, private Universität in San Francisco im US-Bundesstaat Kalifornien. Der Hauptcampus befindet sich im Finanzdistrikt von San Francisco. Weitere Standorte gibt es in Seattle und dem Silicon Valley. Die GGU legt einen besonderen Fokus auf die Berufsausbildung in den Bereichen Recht, Wirtschaft, Steuern und Buchhaltung. Sie ist über die Senior College und University Commission vom Bildungsministerium der Vereinigten Staaten als Universität akkreditiert.

## Geschichte
Im kalifornischen Goldrausch der 1850er Jahre startete das San Franzisko Chapter des YMCA (in Deutschland: Christlicher Verein Junger Menschen, CVJM) vermehrt Kurse, um Einwanderern an der Westküste Englisch und Goldschürfen beizubringen. 1898 begann das YMCA Evening College Erwachsene in organisierten Abendschulen auszubilden, das 1901 mit der Eröffnung der ersten School of Law an der Westküste der Vereinigten Staaten von Amerika auch erstmals offizielle Abschlüsse verlieh. Dozenten dieser so genannten Y Schools waren häufig Richter und Mitglieder der amerikanischen Elite, die ihr Wissen an die akademisch nicht ausgebildeten Einwanderer weitergeben wollten. Die Gründung dieser rechtswissenschaftlichen Fakultät wird bis heute als das Gründungsjahr der Universität verwendet.
Nach einem Erdbeben 1906 wurden die ursprünglichen Räume aufgegeben und die Hochschule zog in die 1220 Geary Strete von San Francisco um. Ab 1908 wurden Abschlüsse in Buchhaltung angeboten. 1923 wurde die Institution separat vom YMCA Kalifornien als eigene Rechtsform registriert. Der Name Golden Gate College wurde 1927 nach einem Wettbewerb unter den Studenten gewählt und sollte das „romantische Kalifornien“ symbolisieren. Ab 1951 wurde der erste Master-of-Business-Administration-Kurs angeboten. 1967 wurde die School of Taxation gegründet und der MBA in Taxation repräsentierte das größte Graduierten-Programm des Bundesstaates Kalifornien.
Bis 1968 verblieb die Hochschule im selben Gebäude wie der YMCA. So dann zog sie in den bis heute bestehenden, zentralen Campus auf der 536 Mission Street im Finanzdistrikt von San Fancisco. Auf derselben Straße befinden sich Tower diverser US-amerikanischer Finanzinstitute wie der Bank of America und der U.S. Bancorp. Die San Francisco Zentrale von JPMorgan Chase ist direkter Nachbar der Universität. Zahlreiche Technologie-Firmen befinden sich ebenfalls im Missionsviertel (Mission District), wie z. B. der Salesforce Tower. 1979 wurde der Westflügel des GGU Campus eröffnet, der eine erhebliche Erweiterung darstellt und in dem heute die meisten Vorlesungen stattfinden. Am Ende der Straße beginnt der Hafen San Francisco mit zahlreichen Sehenswürdigkeiten. Die Universität besitzt neben dem Hauptstandort in San Francisco noch einen weiteren Campus im Santa Clara Campus Center des Silicon Valley sowie im Central Business District von Seattle.
1972 erhielt die Hochschule den Universitätsstatus und nannte sich in Golden Gate University um. 1997 startete die Universität mit über 100 Onlinekursen, die seit 1998 teilweise als vollwertige Studienabschlüsse akkreditiert sind. Mit Stand 2024 werden 7 Bachelor-Abschlüsse, 15 Master-Abschlüsse und zahlreiche Zertifikats-Kurse als reiner Online-Abschluss bzw. im Hybrid-Modell angeboten.

## Fakultäten und Studenten
Die Universität hat die folgenden Fakultäten:
- School of Law (Gründungsjahr 1901)
- Edward S. Ageno School of Business (Gründungsjahr 1908)
- School of Accounting (Gründungsjahr 1908)
- Bruce F. Braden School of Taxation (Gründungsjahr 1970)
- School of Undergraduate Studies (Gründungsjahr 2019)
- GGU Institute of Technology (Gründungsjahr 2023)

Mit Stand 2021 graduieren die meisten Undergraduates (Studenten im 1. Abschluss) im Bereich BWL (General Business Administration) und Statistischer BWL (Business Statistics). Die meisten Graduates (Studenten im 2. Abschluss, zumeist Master) absolvieren ein Studium im Bereich Steuern (Taxation) und BWL (General Business Administration). In selbigem Jahr haben 10 Forschungsdoktoranden ihren Abschluss erreicht, zu jeweils gleichen Teilen in BWL und Jura. Zudem haben 169 Juristen ihr Berufsdoktorat (Juris Doctor, JD) abgeschlossen. 52 % der Studenten sind in Vollzeit eingeschrieben, 48 % in Teilzeit. Die meisten Absolventen erhalten Jobs im Bereich Wirtschaftsprüfung (Accountants & Auditors), dem allgemeinen Management, als Software-Entwickler, Finanzmanager sowie Firmenvorstände und Abgeordnete (Chief executives & legislators).
Im Herbst 2020 waren in Summe 2.472 Studierende an der GGU eingeschrieben. Davon strebten 595 (24,1 %) ihren Undergraduate-Studienabschluss an. 2021 waren 431 Absolventen männlich und 68 % männlich; 13 % bezeichneten sich als asiatisch, 18 % als schwarz/afroamerikanisch, 23 % als Hispanic/Latino und 32 % als weiß. 1.877 (75,9 %) arbeiteten auf einen Postgraduate-Abschluss hin. Es lehrten 253 Dozenten an der Universität, davon 57 in Vollzeit und 196 in Teilzeit. 2017 waren 5.060 Studierende eingeschrieben.
Die Universität hat nach eigenen Angaben 68.000 Alumni weltweit.

## Studienkosten und Vermögen
Das Stiftungsvermögen der Universität stieg von 40,2 Mio. US-Dollar im Jahr 2020 um 22,3 % auf 50,6 Mio. US-Dollar 2021, was ein überdurchschnittlicher Zuwachs war.
Die Studienkosten betragen zuzüglich diverser Gebühren im Postgraduate-Bereich zwischen 1.090 $ (BWL) und 1.250 $ (Steuern) pro Lerneinheit (Unit). Der Master in Finance verpflichtet zur Absolvierung von mindestens 36 Units, so dass der gesamte Abschluss zwischen 39.240 $ und 45.000 $ kostet. Undergraduate-Programme kosten durchgehend 462 $ pro Einheit. Der Bachelor of Arts in Management erfordert 36 Einheiten in Allgemeinbildung (General Education), 33 Einheiten im gewählten Schwerpunkt und 51 Einheiten in verschiedenen Wahlpflichtfächern. 120 Units bis zum Abschluss kosten somit 55.440 $. Der Executive Master of Business Administration (EMBA) kostet einheitlich 75.000 $.
Der Doctor of Business Administration (DBA) kostet 1.175 $ pro Lehreinheit und besteht aus drei Grundkursen mit 12 Einheiten, einer Qualifizierungsexamination zur Mitte der Studiums, drei Wahlpflichtfächern jeweils im Fachbereich Finanzen, Strategie, Supply-Chain-Management oder Marketing mit 12 Einheiten, sowie der Dissertation mit 32 Einheiten. Er kostet somit 65.800 $.
75 % der Studenten erhalten finanzielle Hilfe in Form von Studentenkrediten oder Stipendien.

## Akkreditierung und Rankings
Die GGU wurde seit 1950 von der Northwest Commission on Colleges and Universities zertifiziert. Die unabhängige Prüfungskommission ist vom Bildungsministerium der Vereinigten Staaten akkreditiert, Universitäten in ihrem Auftrag zu prüfen. Ab 1956 wurde die School of Law von der American Bar Association (ABA), dem Berufsverband amerikanischer Juristen, sowie ab 1940 vom Committee of Bar Examiners of the State Bar of California, der kalifornischen Behörde zur Verleihung der Rechtsanwaltszulassung, akkreditiert. Offizielle Akkreditierungsvorgaben existierten in Kalifornien erst ab 1937. Der Master of Science in Financial Planning und das Financial Planning-Zertifikat der GGU sind vom Certified Financial Planner Board of Standards akkreditiert und erlauben Absolventen das Führen des Namenszusatzes Certified Financial Planner (CFP).
Die Zeitschrift Washington Monthly listet die GGU als Beste Universität für die Erwachsenenlehre in den Jahren 2016–2019. In einer Umfrage unter 127 Leitern der Abteilung Unternehmenssteuerrecht wurde die GGU 2013 zusammen mit der DePaul University als bester Ausbildungsort für diesen Fachbereich gewählt. Die Onlineplattform Intelligent.com wählte 2023 den Online MS in Finance als 38. bestes Programm der USA und den Online MS in Psychologie auf Platz 7. Die Website U.S. News & World Report sieht die GGU in den USA für den Fachbereich Jura in Vollzeit auf Platz 180–196 sowie auf Platz 60 für Teilzeitstudenten. Die Akzeptanzrate für Studenten lag 2022 bei 25,5 %. Im Fachbereich Öffentliche Verwaltung (Public Affairs) belegte die Universität Platz 240 in den USA. College Factual sieht die GGU in den USA auf Platz 90 in der Qualität ihres Bachelor-Programmes, und somit unter den 10 % besten Universitäten der USA. In Kalifornien belegt sie Platz 15 der besten Bachelor-Angebote.
In Anabin werden die Abschlüsse mit Status H+ (entspricht einem deutschen Hochschulabschluss oder ist ihm gleichwertig) und die Universität als "Doctoral University" geführt.

## Bekannte Persönlichkeiten

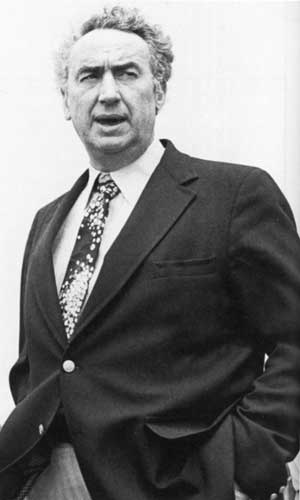
Philip Burton, LLB 1952, US-Kongress Abgeordneter
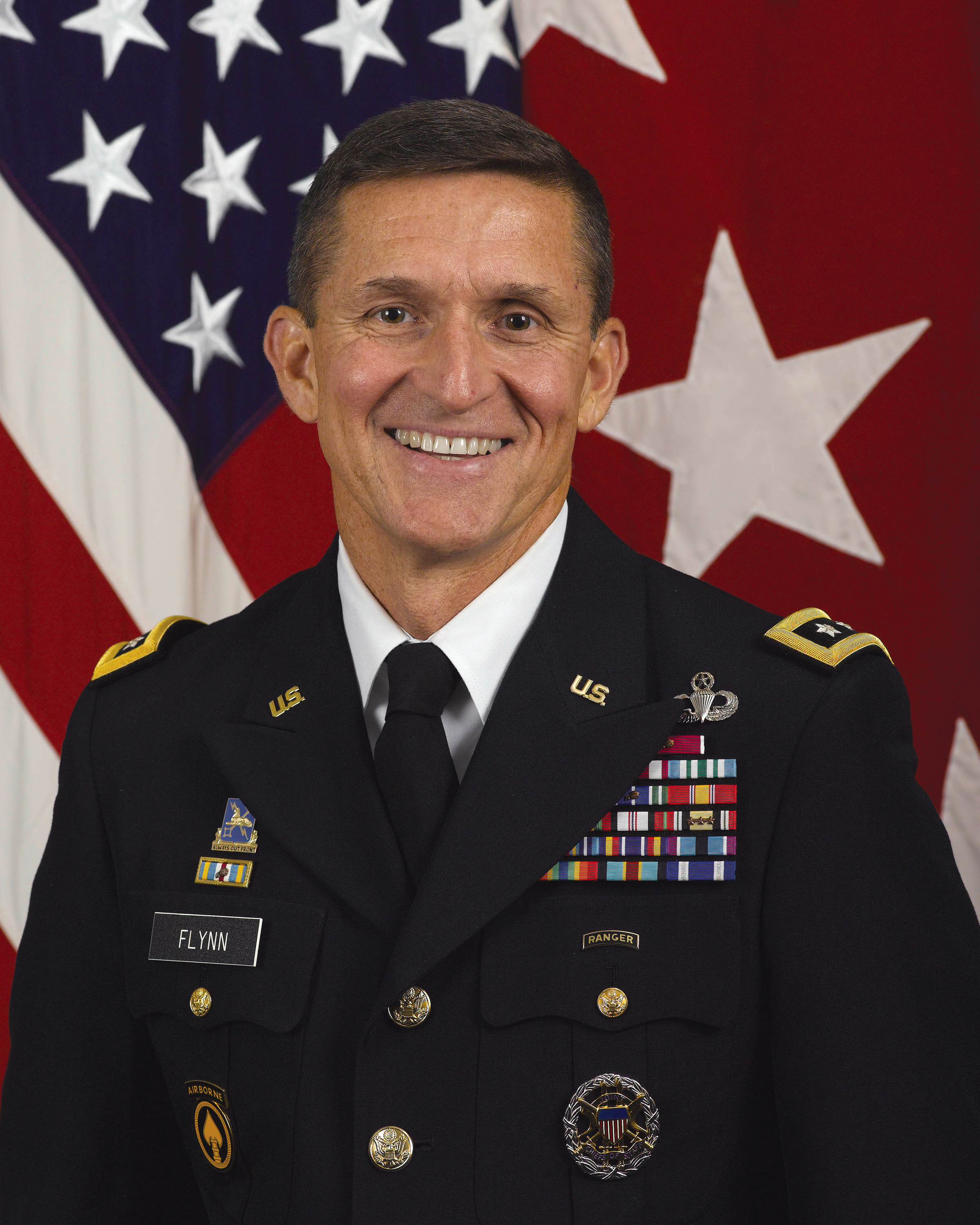
Michael Flynn, MBA 1989, Nationaler Sicherheitsberater unter Präsident Donald Trump
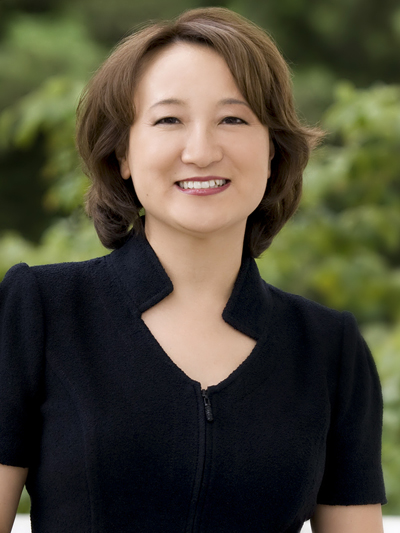
Mary Hayashi, MBA, Abgeordnete der California State Assembly
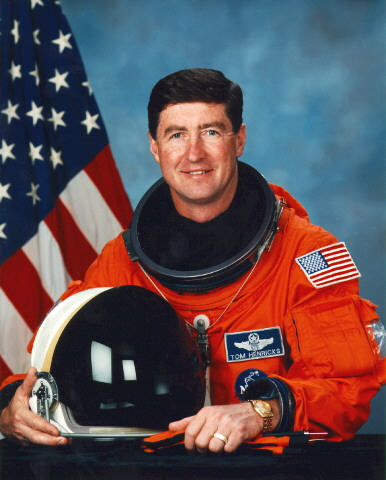
Terence Henricks, MPA 1982, Kommandant der Columbia Raumfähre
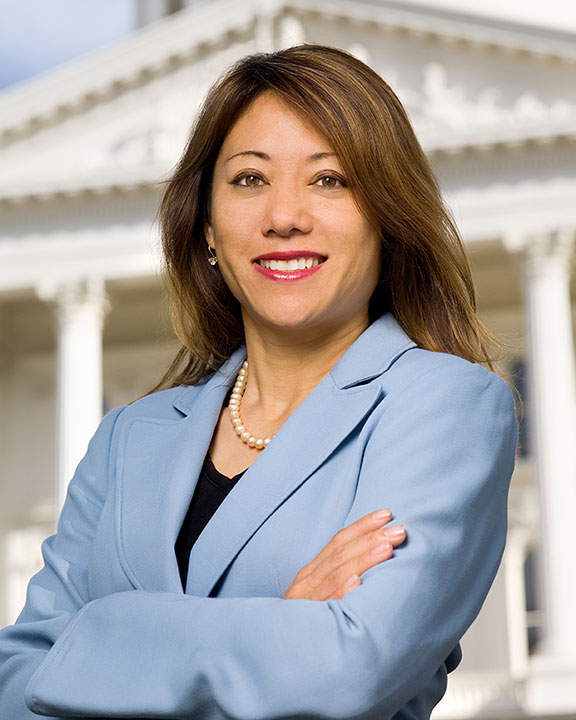
Fiona Ma, MSc 1993, Schatzmeisterin von Kalifornien and Abgeordnete der California State Assembly
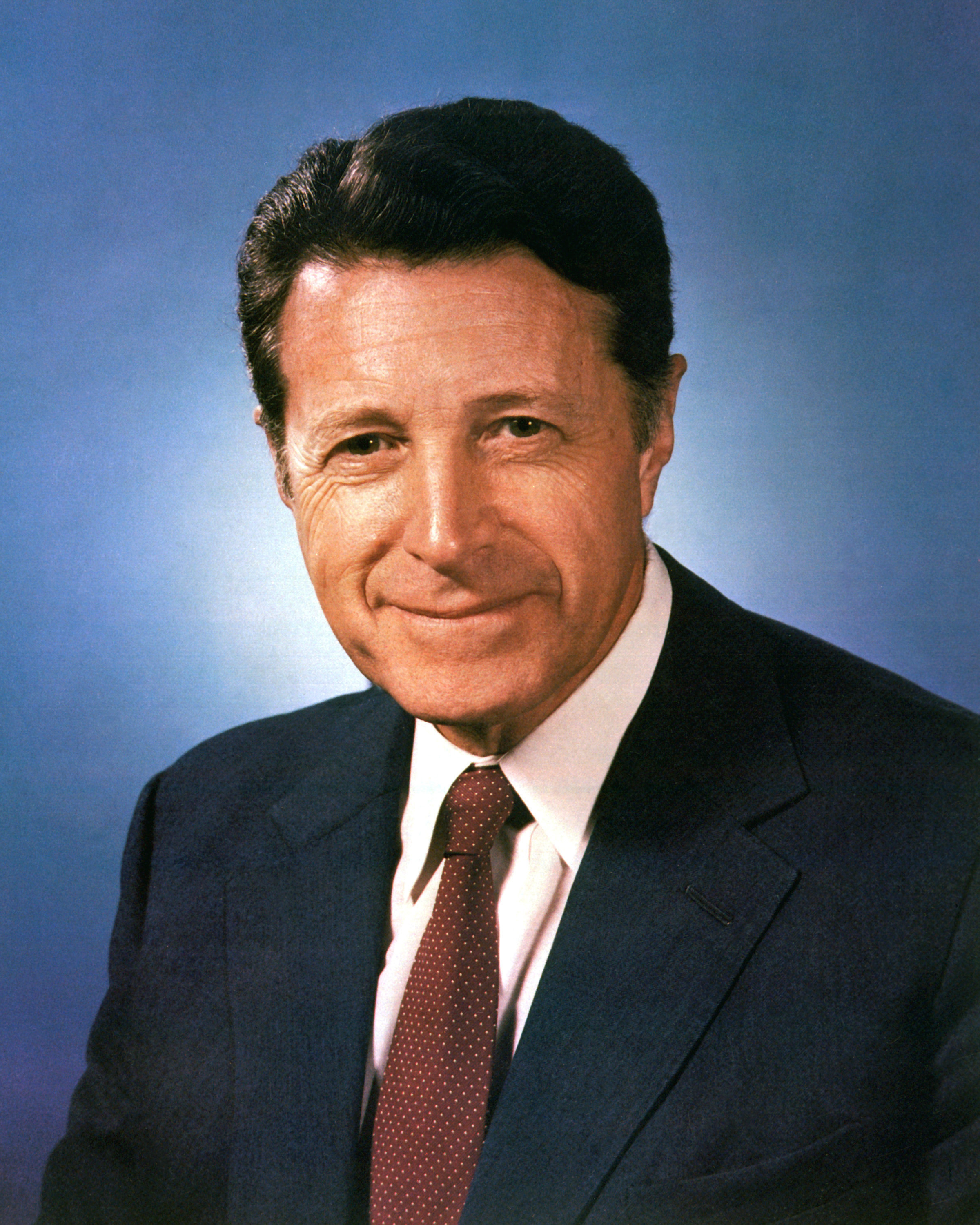
Caspar Weinberger, Jura-Dozent der 1940er[29], Verteidigungsminister unter Präsident Ronald Reagan

Bekannte Absolventen der Universität sind unter anderem:
- Craig Campbell (* 1952), Vizegouverneur des Bundesstaates Alaska, MPA 1981
- Phillip Burton (1926–1983), Mitglieder des Repräsentantenhaus der Vereinigten Staaten, LLB 1952
- Violeta Bulc, Sportlerin und EU-Kommissarin für Verkehr, MSc 1991
- David Briley (* 1964), Politiker und Jurist, JD 1995
- Herbert J. Carlisle (* 1957), Viersternegeneral und Kommandant der Pacific Air Forces, MBA 1988
- George Christopher (1907–2000), letzter republikanischer Bürgermeister von San Francisco, BA 1930
- Pollyanna Chu (* 1958), reichste Frau Hongkongs und Selfmade-Milliardärin, BA
- Michael T. Flynn (* 1958), Offizier und Nationaler Sicherheitsberater unter Präsident Donald Trump, MBA 1989
- Fitzhugh Fulton (1925–2015), Chief Test Pilot der US Luft- und Raumfahrtbehörde, BA
- Terence T. Henricks (* 1952), Astronaut und Kommandant der Raumfähre Columbia, MPA 1982
- John P. Jumper (* 1945), Kommandant der United States Air Forces in Europe (Ramstein) sowie Chief of Staff of the Air Force, MBA 1979
- Fiona Ma (* 1966), State Treasurer von Kalifornien und Wirtschaftsprüferin, MSc 1993
- John C. Martin (1951–2021), Manager und Chemieingenieur, 1996 bis 2016 CEO von Gilead Sciences, MBA
- Denise Phua (* 1959), Politikerin in Singapur, MBA
- Charles J. Precourt (* 1959), Astronaut und Kommandant der Raumfähre Discovery, MSc 1988
- William H. Swanson (* 1949), Manager, Vorstandsvorsitzender von Raytheon, MBA
- Hanna Thompson (* 1983), Rechtsanwältin und olympische Medaillengewinnerin, JD 2013
- Gong Zheng (* 1960), Bürgermeister von Shanghai und Funktionär der Kommunistischen Partei, MBA 1997

Namhafte Dozen der Universität sind unter anderem:
- Dan Angel, 1972–78 Abgeordneter des Repräsentantenhaus von Michigan und bis 2015 Jura-Professor an der GGU
- Rebecca Bauer-Kahan, Abgeordnete der California State Assembly und Verfasserin von 42 kalifornischen Landesgesetzen[30]
- Colin Crawford, seit 2021 Dekan der School of Law, Absolventin der University of Cambridge und der Universität Harvard
- George N. Crocker, 1934–1941 Dekan der School of Law und prominenter Kritiker von Präsident Franklin D. Roosevelt
- Thelton Henderson, Bundesrichter im Northern District of California
- Gerald Sanford Levin, Bundesrichter im Northern District of California
- Andrew McClurg, Jura-Professor mit Schwerpunkt Waffenrecht und Deliktsrecht (Torts)
- Shannon Minter, Prominenter Menschenrechtsanwalt
- Cecil F. Poole, Bundesrichter im Northern District of California
- Renny Pritikin, Kurator des Contemporary Jewish Museum in San Francisco
- Carol Ruth Silver, Menschenrechtsaktivistin
- Lidia S. Stiglich, Richterin am obersten Gericht von Nevada
- Henry Travillion Wingate, Bundesrichter im Southern District of Mississippi